# Ar-Rihiya
Ar-Rihiya, en arabe : ريحيا,  est un village du gouvernorat de Hébron en Palestine, situé à 24 km au sud-ouest de Hébron, au sud-ouest de la Cisjordanie.
Selon le recensement du bureau central palestinien des statistiques, la localité compte une population de 5 754 habitants en 2017.